# قصر ويلدن

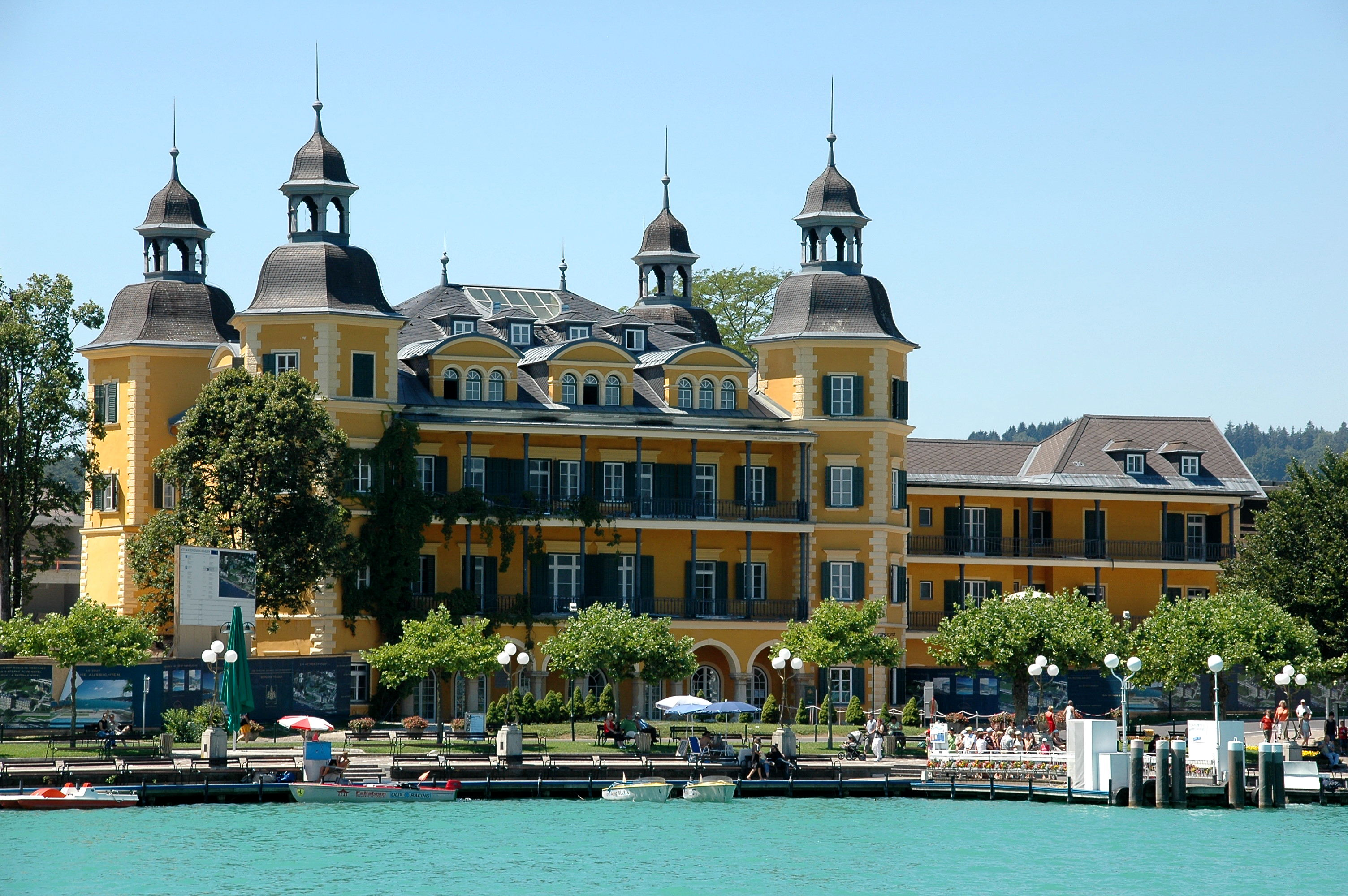
قصر فولدن المطل على الشاطئ.

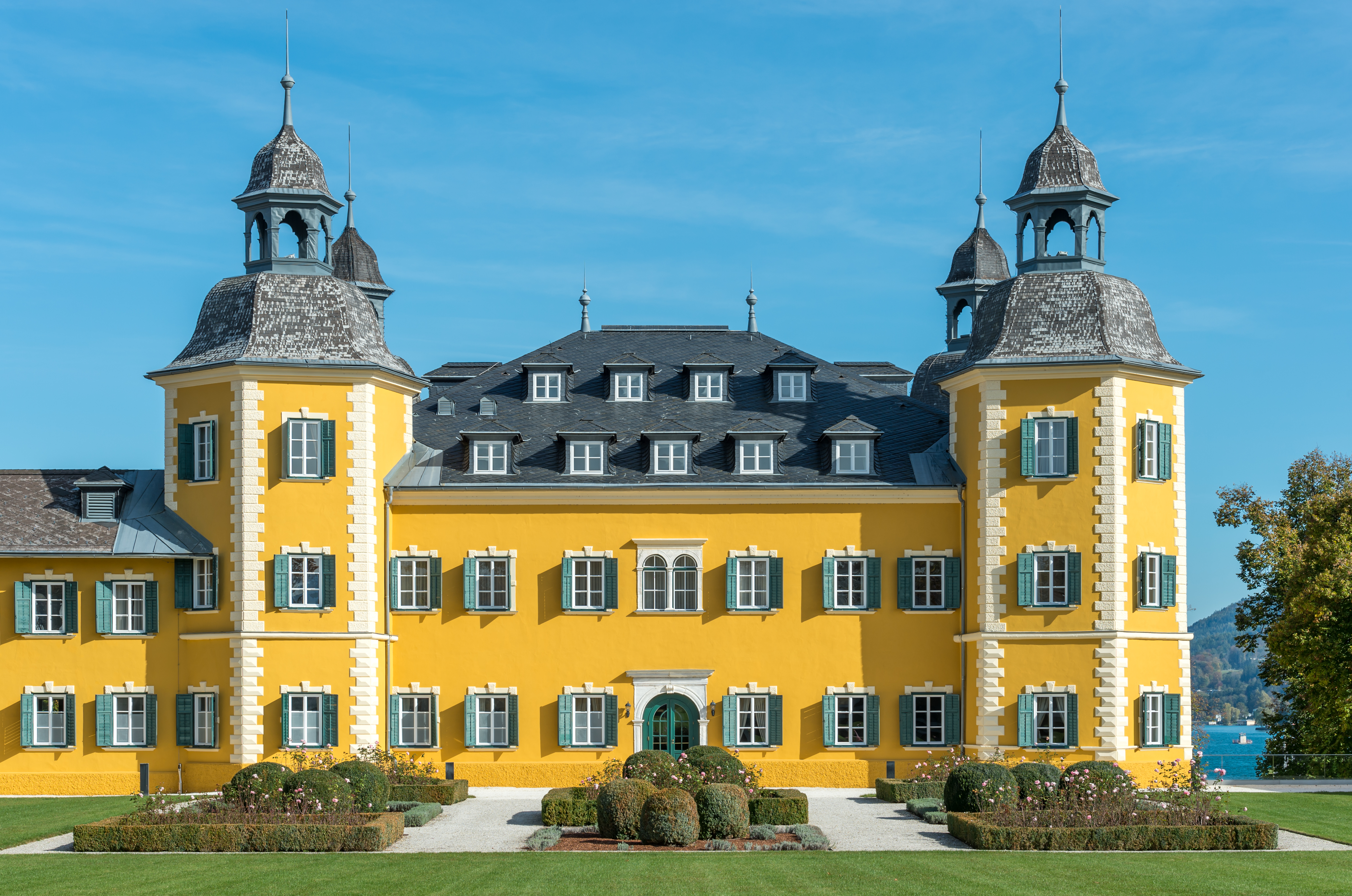
تم تحويل القصر الآن إلى فندق فخم.

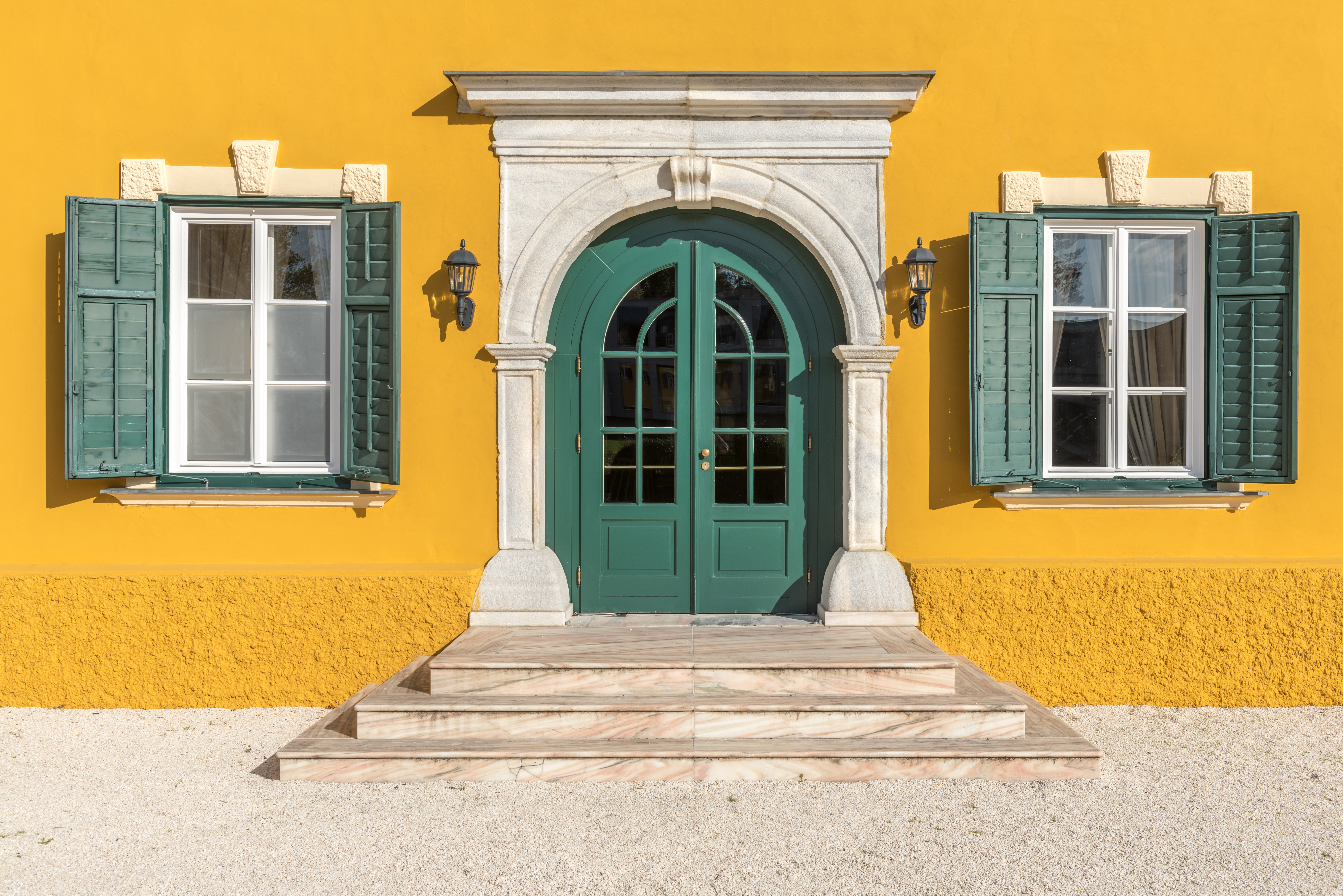
منظر من الباب الأمامي لقصر فولدن.

قصر ويلدن (بالإنجليزية: Schloss Velden)‏ هي قلعة في المنتجع السياحي النمساوي ولدن‌ ام وورتهر سی، كارينثيا. يعمل القصر كفندق على مدار العام على الشاطئ الغربي لبحيرة وورث.

## التاريخ
كانت القلعة الرئيسية في عصر النهضة مقر الكونت بارثولوميو زافونلر (1539-1613م) حوالي 1590 فصاعدًا. تم بناء القلعة من قبل بارون لندسكرون، الذي شغل منصب وزير الداخلية النمساوي آرجدوك جارلز2.